# PetroVietnam Gas
PetroVietnam Gas Corporation (PV Gas, Tổng công ty Khí Việt Nam) — газовое подразделение вьетнамской государственной нефтегазовой корпорации PetroVietnam, крупнейшая компания страны по рыночной стоимости. Основана 20 сентября 1990 года, штаб-квартира расположена в городе Хошимин. PetroVietnam Gas специализируется на бурении скважин (в том числе на морском шельфе), добыче, хранении, обработке, транспортировке и распределении природного газа и производных из него (сжиженный природный газ, газовый конденсат, компримированный природный газ и сухой газ). Также компания занимается преобразованием двигателей на газовое топливо и ремонтом газового оборудования. 
PetroVietnam Gas контролирует крупнейшую сеть газопроводов Вьетнама и около 70 % внутреннего рынка сжиженного газа, с 2012 года котируется на Хошиминской фондовой бирже. В 2013 году компания была вынуждена снизить цены на волне общественной критики из-за большой прибыли. По состоянию на 2014 год продажи PetroVietnam Gas составляли 3,1 млрд долл., активы — 2,4 млрд долл., прибыль — 0,6 млрд долл., рыночная стоимость — 7,5 млрд долл..
В сфере торговли сжиженным газом PetroVietnam Gas тесно сотрудничает с компаниями Tokyo Gas (с 2012) и Royal Dutch Shell (с 2014 года). На внутреннем рынке крупнейшим клиентом PetroVietnam Gas является компания Vietnam Electricity.   